# سگنان
سگنان، روستایی در دهستان بجگان بخش آسمینون شهرستان منوجان در استان کرمان ایران است.

## جمعیت
برپایه سرشماری عمومی نفوس و مسکن در سال ۱۳۹۵، جمعیت این روستا برابر با ۹۱ نفر (۲۷ خانوار) بوده‌است.